# 陈伯钧
陳伯鈞（1910年11月26日—1974年2月6日），原名陈国懋，字少达，号稚勉，四川達縣人，中國人民解放軍上將。
陈伯钧于1926年入黄埔军校学习，1927年加入中国共产党，并参加秋收起义。此后历任排长、连长、纵队参谋长、红二十军参谋长、红三军第七师师长、红十五军军长、红五军团参谋长、红九军、红四军参谋长、红六军团军团长，参与长征。抗日战争时期任八路军120师359旅旅长、抗大二分校校长、385旅副旅长、陕甘宁晋绥联防军副参谋长。战后曾任冀东军区司令员、军事调处执行部热河小组中共代表、合江军区司令员、东北野战军第一兵团副司令员、第四野战军第十二兵团第一副司令员兼第四十五军军长。中华人民共和国成立后，历任湖南军区副司令员、中国人民解放军军事学院训练部副部长、副院长、代院长，高等军事学院副院长、院长等职。1955年被授予上将军衔，获一级八一勋章、一级独立自由勋章、一级解放勋章。

## 生平

### 早年与红军时期
1916年入万县省立第四师范学校学习，先后参加了学校反对国家主义派的斗争和五四运动，后被开除。1926年入武汉中央军事政治学校学习。1927年5月，参与讨伐夏斗寅的战斗，在咸宁前线加入中国共产党。随后，编入国民革命军第二方面军总指挥部教导团，后任国民革命军第二十军独立团团部副官、独立团新兵训练处主任。

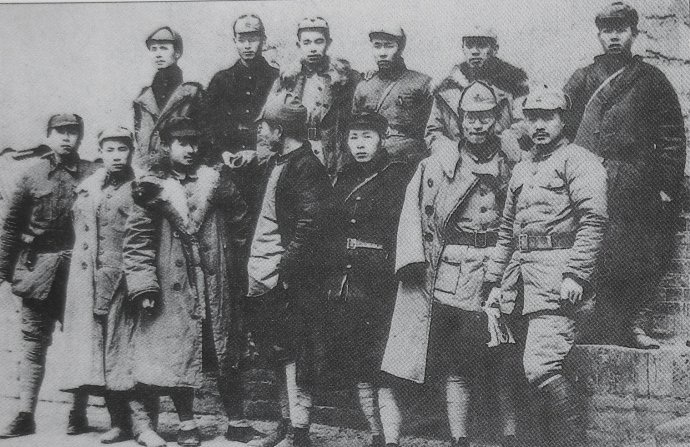
红军长征胜利后，红二方面军部分領導人合影，前排左起甘泗淇、贺炳炎、关向应、王震、李井泉、朱瑞、贺龙。后排左起张子意、刘亚球、廖汉生、朱明、陈伯钧、卢冬生

1927年9月，参加湘赣边界秋收起义，任工农革命军第一军第一师第三团第三营第六连第一排排长。三湾改编后，任第三营第八连一排排长，一度代理连长，参与改造袁文才部，年底任工农革命军教导队副队长兼党支部书记。1928年，陈伯钧因手枪走火，打死了自己的战友吕赤，最终被判打手心二十下。井冈山会师后，任红四军一营一连连长，在永新北乡阻击战中身负重伤，后被送回井冈山治疗。1929年1月，陈伯钧留在井冈山养伤，并协助红五军工作，1月下旬被国军俘虏，押往吉安监狱，五个月后被营救出狱，在赣西特委北路行委担任军事工作。
1930年1月，陈伯钧任红六军第一纵队参谋长，在施家边战斗中再次负伤。同年7月，任红二十军参谋长，在吉安战役中又一次负伤，后兼任红军学校三分校学生总队政委。11月，任红三军第七师师长。1932年7月，任红十五军军长，参与历次反围剿战役。10月，因党内斗争被免去军长职务，调到瑞金红军学校学习。1933年1月，任红五军团参谋长，同年8月获二等红星奖章。10月，调任红五军团十三师师长。
1934年10月参加长征，参与湘江战役，12月复任红五军团参谋长。1935年7月21日，调任红四方面军第九军参谋长，因不肯执行张国焘反对毛泽东的路线而遭打压，被调任红军大学主任教员。1936年1月，任红四军参谋长。7月，陈伯钧任红二方面军第六军团军团长，率部到达陕北。

### 抗日战争时期
抗戰爆发后,红六军团与红三十二军合编为八路軍120師359旅，陈伯钧任旅長，被国民政府授予陆军少将军衔。1937年9月,陈伯钧奉命率第718团留守陕北，任东地区留守处主任，359旅其余部队则在副旅长王震率领下开赴抗日前线。同年10月，入中央党校学习4个月。1938年6月，任抗日军政大学总校训练部部长，曾反对毛泽东与江青结婚。1938年12月任抗大二分校校长，挺进敌后办学，曾参与陈庄战斗。1940年回延安，在总政治部和八路军军政学院工作，在此期间撰写了《八路军简史》。1941年11月，任军事学院副教育长。1942年2月，在中共中央党校学习。5月，任陕甘宁边区保安司令部副司令。1943年1月，任陕甘宁留守兵团385旅副旅長。1945年8月，任陕甘宁晋绥联防军副参谋长。

### 解放战争时期
抗战胜利后，陈伯钧前往东北，后奉命留在冀热辽。1945年11月，任冀东军区司令员。1946年1月，任驻北平军事调处执行部热河执行小组中共代表。1946年8月,调东北任东北军政大学教育长。1947年5月，任合江军区司令员，8月任东北民主联军上干大队大队长。1948年5月，任东北野战军第一兵团副司令员，参与辽沈战役、长春围困战、平津战役。1949年1月，兼任天津卫戍区副司令员，实际主持卫戍区工作 。3月，任第四野戰軍第十二兵團第一副司令員。4月，接替黄永胜，兼第四十五軍軍長，参与湘赣战役、衡宝战役、广西战役。

### 中华人民共和国成立后

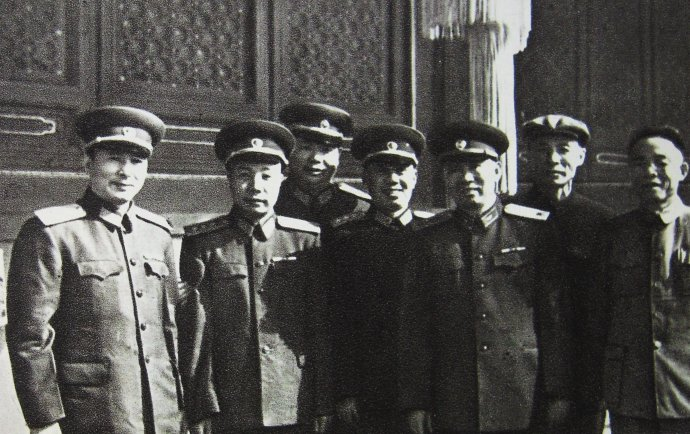
1959年10月1日，部分中国人民解放军将领合影。左起：萧向荣、萧华、陈锡联、陈伯钧、刘亚楼、吕正操、韩先楚。

中華人民共和國成立後，率第45军在广西剿匪。后调任湖南军区第一副司令员，组织湖南剿匪。1950年11月，任中国人民解放军军事学院训练部副部长和战史教授会主任，1952年任副教育长兼军事科学研究部部长，不久任教育长兼军事科研部部长，1955年3月任副院长。同年被授予上将军衔，获一级八一勋章、一级独立自由勋章、一级解放勋章。1956年11月代理军事学院院长。1957年9月，任北京高等军事学院副院长，1962年9月任院长。1958年5月27日-7月22日，与刘伯承、粟裕、萧克、李达、钟期光、宋时轮等人在军委扩大会议上受到彭德怀、林彪、徐向前、聂荣臻、黄克诚等人的批判。文化大革命期間遭到红卫兵迫害。
曾任1至3屆國防委員會委員、中國共產黨第八次全國代表大會代表、1至3屆全國人民代表大會代表，1974年2月6日因病在北京去世。